# Efectos globales de una guerra nuclear

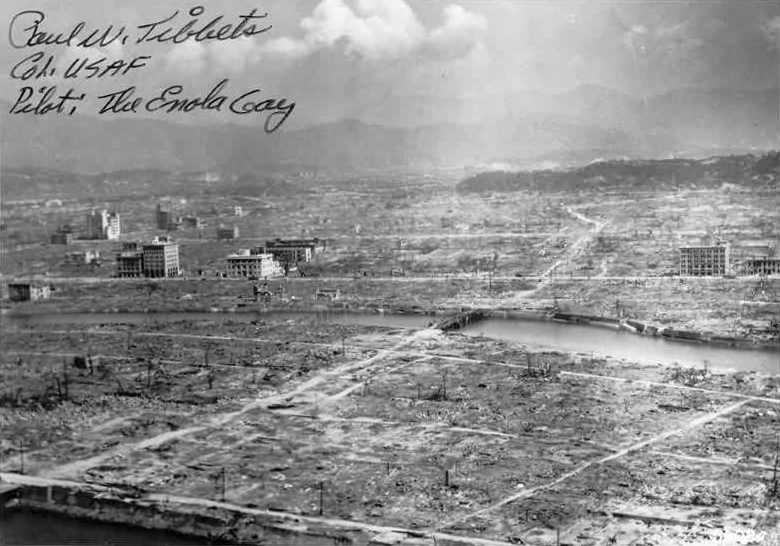
Hiroshima arrasada por la bomba atómica en 1945.

Los efectos globales de una guerra nuclear establecen un conjunto de hipotéticos escenarios ambientales y humanitarios producidos por una guerra nuclear masiva, de gran escala, o los escenarios ambientales consecuentes del uso limitado de armas nucleares en una guerra nuclear limitada a una región geográfica del planeta.
En el caso de una guerra nuclear de gran escala que abarcase a casi todas las regiones del planeta, en el más probable de los escenarios (véase estrategia de las armas nucleares) las consecuencias ambientales podrían producir una extinción masiva del ser humano en el planeta. En el hipotético escenario de menor destrucción masiva, se podría tener una contaminación radiactiva y consecuencias climáticas de efectos globales, pero no de aniquilación completa. La ubicación geográfica y la cantidad y potencia del armamento nuclear usado, determinarán la intensidad y prolongación de los efectos globales de la guerra nuclear regional; por lo cual cada posible escenario regional de conflicto es mundialmente relevante.

## Efectos de una guerra nuclear masiva

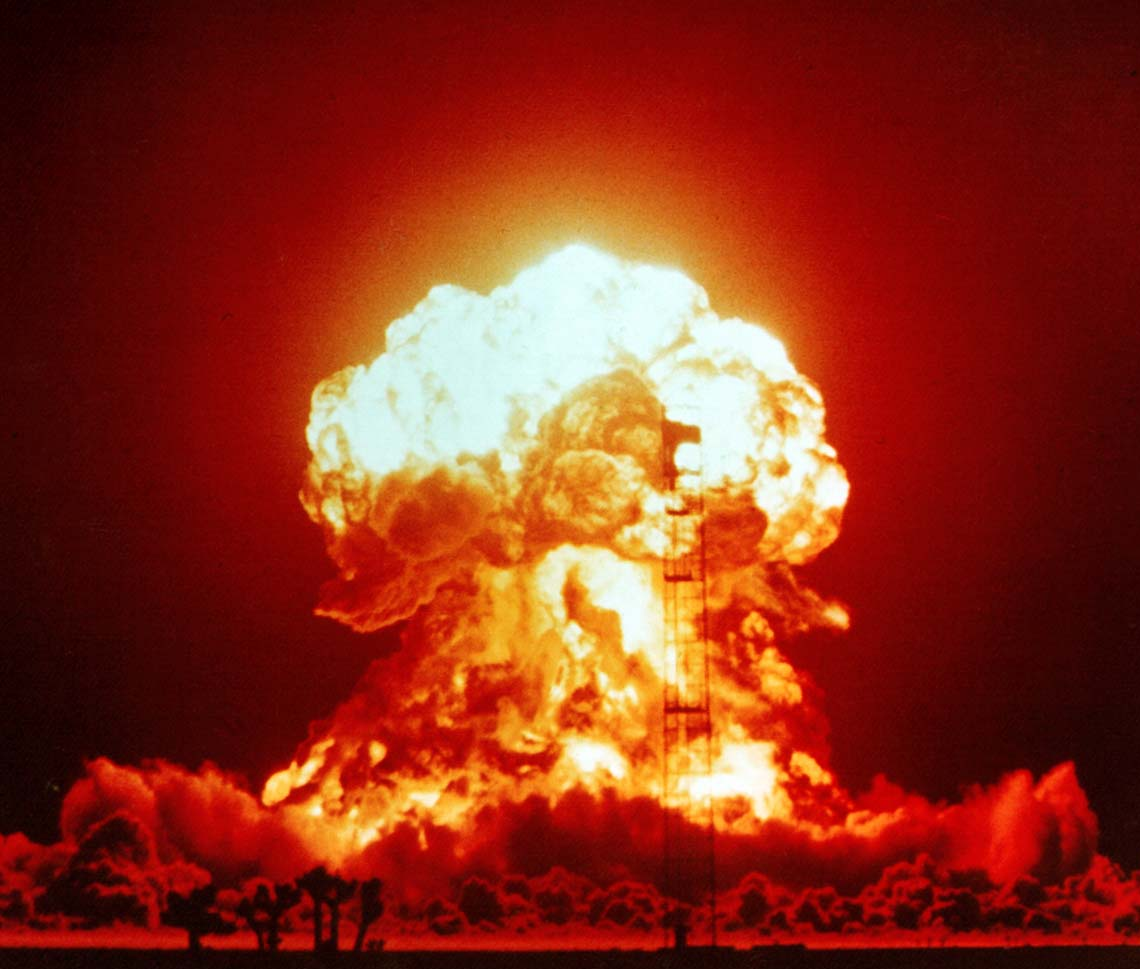
Bola de fuego de una detonación en la zona de pruebas de Nevada con un rendimiento de 23kT.

Si bien la Guerra fría del siglo XX ha concluido, la posibilidad de un enfrentamiento nuclear masivo seguirá existiendo mientras exista el armamento nuclear para ello.

### Efectos ambientales
Gracias a los cálculos físicos realizados por Carl Sagan y posteriormente por otros científicos, se puede pronosticar los efectos ambientales de una guerra nuclear global, incluso los efectos de una guerra nuclear regional.
Según cálculos, en un enfrentamiento nuclear masivo entre las superpotencias nucleares; EE. UU. y Rusia; se llegaría a detonar de 5.000 a 10 000 megatones de fuerza explosiva.
En el caso de que se llegue a los 10 000 megatones, la temperatura bajaría inmediatamente después de la explosión, la oscuridad sería casi total entre los 30° y 60° de latitud norte. Las cenizas, humos y demás partículas producidas por los incendios y detonaciones alcanzarían y permanecerían en la estratosfera, oscureciendo la luz del sol durante semanas o meses, de modo que la temperatura del planeta bajaría varios grados. La radiación solar se reduciría hasta el 1% de lo habitual hasta un mes, recuperando el 50% recién a los ocho meses.
La guerra nuclear puede producir una gran catástrofe, sobre todo entre dos países con bastante energía nuclear, podrían incluso producir una nube gigante de polvo radiactivo sobre gran parte de la tierra.

### Invierno nuclear
El invierno nuclear consecuente se asemejaría a una glaciación repentina de consecuencias catastróficas para los seres vivos. La temperatura global bajaría de manera drástica en días, desde 10 °C en el caso más modesto hasta -50 °C en el más severo de los casos. La fotosíntesis no se produciría y casi la totalidad de la vegetación moriría en pocos días, siguiéndole todos los animales herbívoros. De esta forma, en unas semanas no habría más alimentos para la mayoría de los seres vivos. Sería algo similar al proceso que causó la Extinción de los dinosaurios.

### Radiación ultravioleta consecuente
Los óxidos de nitrógeno inyectados a la atmósfera por las bolas de fuego destruirían hasta en un 50% la capa de ozono, (ver «Un conflicto regional nuclear arrasaría la capa de ozono de todo el planeta».)que se recuperaría mucho después de que la atmósfera fuera de nuevo transparente, por lo cual la radiación ultravioleta del Sol acabaría matando a los pocos seres vivos que sobrevivan al oscurecimiento nuclear.
Si bien la vida en los océanos no se vería afectada por el oscurecimiento y el invierno nuclear, el aumento de la radiación ultravioleta acabaría con el fitoplancton y con la cadena trófica en los mares, lo cual provocaría una mortandad generalizada en pocos meses.
Las drásticas diferencias de temperatura entre los continentes y los océanos generarían un caos climático gigantesco, lo que dificultaría enormemente la vida en las zonas costeras marítimas.

### Lluvia Radioactiva
En las primeras 48 horas, se produciría la lluvia radiactiva que acabaría con el 50% de los adultos sanos. Hasta un 30% de las tierras del hemisferio norte recibirían más de 500 rems, lo cual implica un alto nivel de envenenamiento radiactivo.
La radiación media de fondo en todo el planeta sería superior a 100 rems y en el hemisferio norte mayor a 200 rems. De esta manera, difícilmente quedaría un ser humano vivo en el hemisferio norte y en el hemisferio sur la vida de los pocos supervivientes no sería mucho mejor.
Una guerra nuclear masiva significa literalmente el fin de la civilización, posiblemente la extinción de la humanidad y gran parte de los seres vivos en el planeta.

### Catástrofe humanitaria

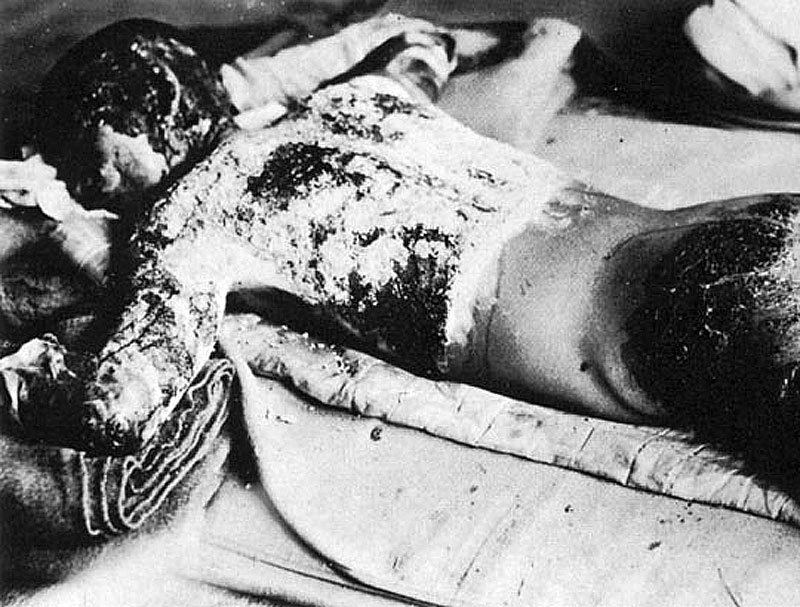
Habitante de Hiroshima con graves quemaduras por la bomba atómica.

Una guerra nuclear de gran escala no solo significaría el fin de la civilización, sino la aniquilación de la mayoría de la humanidad.[cita requerida] La cantidad de muertos por un ataque nuclear masivo depende de la densidad poblacional en las zonas urbanas. Si se estima que la mayoría de las grandes ciudades del hemisferio norte serían bombardeadas, se puede prever por lo menos 1.100 millones de muertos en forma inmediata al ataque nuclear masivo.
La mitad de la población mundial moriría en pocos días tras la devastadora explosión.[cita requerida] Con este grado de destrucción no existiría plan de socorro alguno que pudiese atender a los innumerables heridos y enfermos. Además, no existiría casi ninguna infraestructura para ayudar a la población, quedando los supervivientes en el caos y el abandono total.

## Guerra nuclear regional

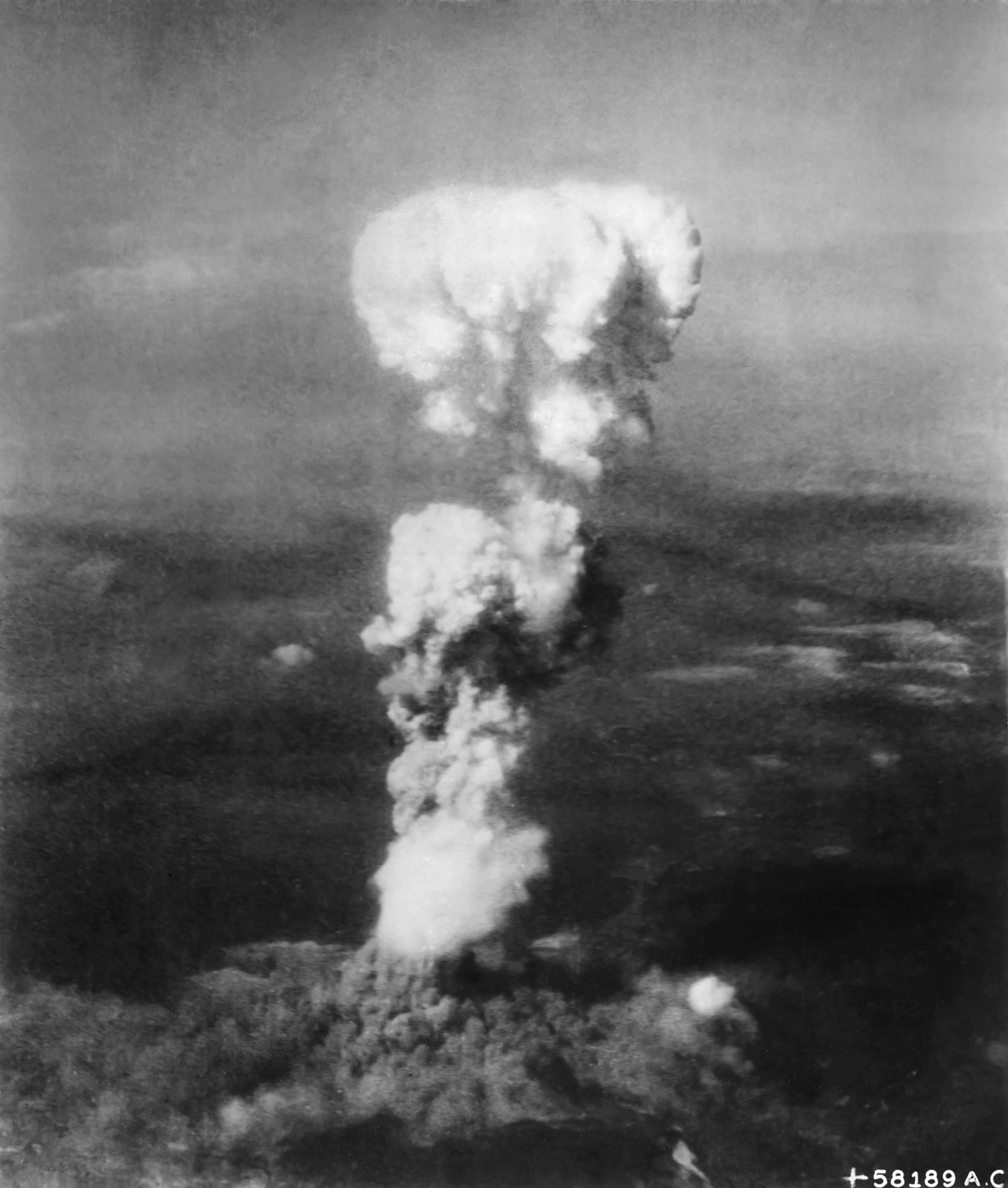
Hongo nuclear producto de la detonación sobre Hiroshima el 6 de agosto de 1945.

Recientes estudios indican que incluso una guerra nuclear regional, de menos de 1000 megatones, podría generar cambios climáticos globales y una catástrofe humanitaria mundial. Incluso una pequeña guerra nuclear, donde sólo se llegasen a usar 100 armas nucleares con un promedio de 15 kilotones, generaría cambios climáticos abruptos, aún más, bastan tan sólo 50 detonaciones como la de Hiroshima para causar un grave cambio climático. Una confrontación nuclear de esa magnitud podría emitir hasta 5 millones de toneladas métricas de ceniza y polvo, lo cual ya tendría un efecto sobre el ambiente del planeta entero.

### Hipótesis del ataque nuclear contra Irán
En el hipotético caso de un ataque nuclear o convencional contra el programa nuclear de Irán, las consecuencias podrían ser mucho más extensas e intensas que con la contaminación por el accidente de Chernóbil, puesto que Irán no posee una única central nuclear, sino varias, como la de Bushehr y la de Natanz, además de las unidades de almacenamiento de desechos radioactivos en Karaj y Anarak.
La nube radiactiva, dependiendo de la fecha del bombardeo nuclear, podría afectar a los vientos monzónicos, alcanzando el Océano Índico y afectando a las ciudades de Rangún, Daca, Calcuta, Bombay, Madrás, y Colombo, lo cual significa que tanto la India como Birmania podrían verse afectados directamente por la nube radiactiva. También Yemen podría verse afectada, así como su producción petrolera.
No existen estudios sobre el impacto climático del hipotético ataque ni de la cantidad de cenizas y polvo que podría levantar.

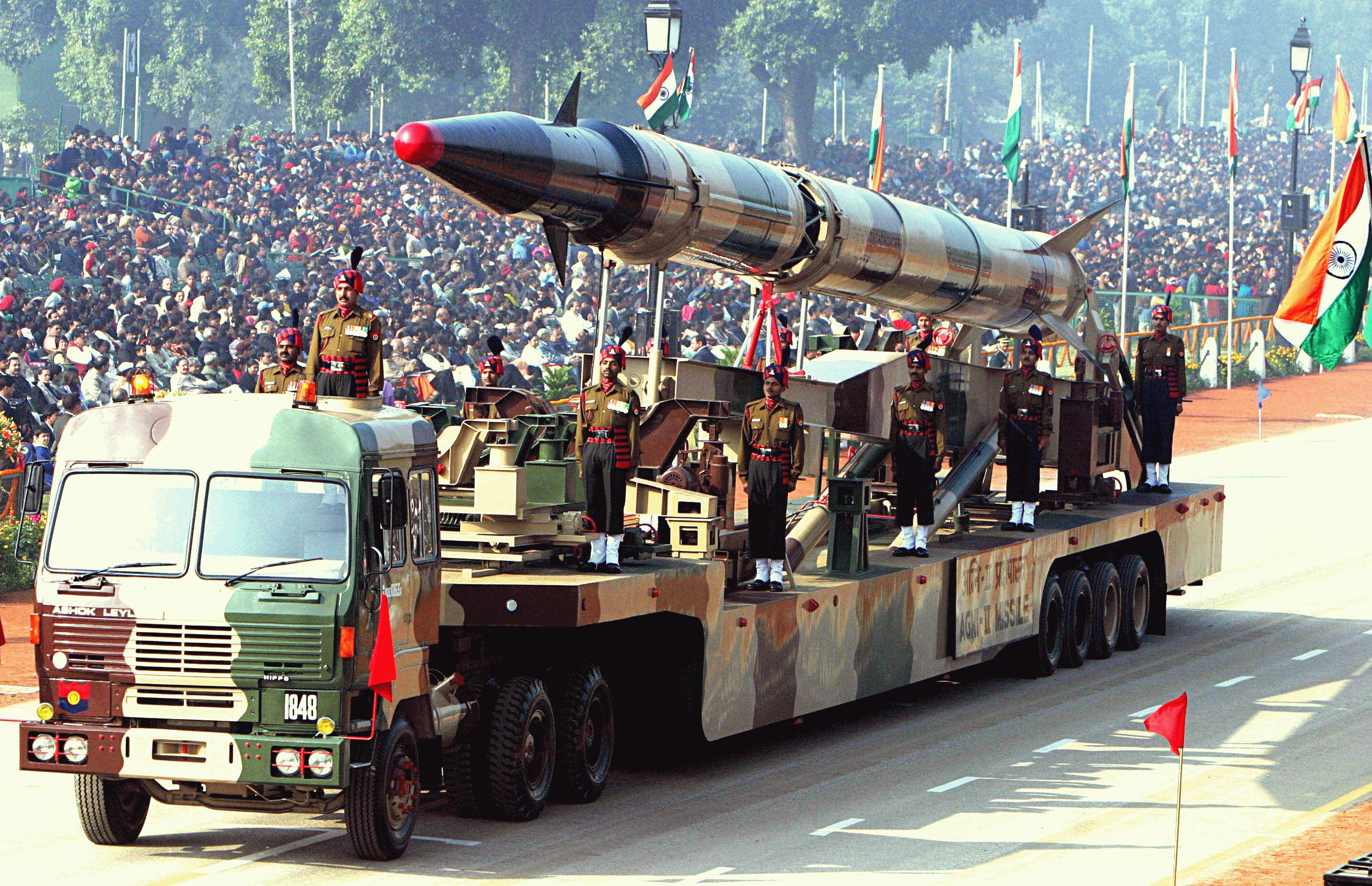
Un misil balístico Agni-II de la India, expuesto en el desfile del día nacional de la India en el 2004 (Foto: Antônio Milena/ABr).

### Hipótesis de la guerra nuclear entre India y Pakistán
El hipotético conflicto nuclear entre India y Pakistán podría tener un efecto global, ya que ambas potencias nucleares tienen el armamento necesario como para generar las cenizas y el polvo suficiente que afecten el clima global. Dicho posible conflicto es, en términos globales, el más peligroso.
Un informe de la inteligencia militar de EE. UU., del año 2002, estimaba en 12 millones de muertes en caso de una guerra nuclear entre India y Pakistán. No obstante, teniendo en cuenta los últimos estudios ambientales, la cantidad de muertos podría ser igual o superior a la de la Segunda Guerra Mundial, es decir, igual o más que 56 millones de víctimas, sin contar con el grave daño ecológico al planeta entero.